# نورات
نورات (به آلمانی: Norath) یک شهر در آلمان است که در راین-هونسروک واقع شده‌است. نورات ۴۴۶ نفر جمعیت دارد.